# Amyris
Amyris är ett släkte av vinruteväxter. Det ingår i familjen vinruteväxter.

## Dottertaxa tillAmyris, i alfabetisk ordning[1]
- Amyris abeggii
- Amyris amazonica
- Amyris apiculata
- Amyris attenuata
- Amyris balsamifera
- Amyris belizensis
- Amyris brachybotrys
- Amyris brenesii
- Amyris carterae
- Amyris centinelensis
- Amyris chiapensis
- Amyris conzattii
- Amyris cordata
- Amyris crebrinervis
- Amyris cubensis
- Amyris diatrypa
- Amyris elemifera
- Amyris filipes
- Amyris granulata
- Amyris guatemalensis
- Amyris guianensis
- Amyris humboldtii
- Amyris ignea
- Amyris lineata
- Amyris lurida
- Amyris macrocarpa
- Amyris madrensis
- Amyris maestrensis
- Amyris magnifolia
- Amyris marshii
- Amyris metopioides
- Amyris mexicana
- Amyris monophylla
- Amyris oblanceolata
- Amyris phlebotaenioides
- Amyris pinnata
- Amyris polymorpha
- Amyris polyneura
- Amyris pungens
- Amyris purpusii
- Amyris rekoi
- Amyris rhomboidea
- Amyris sandemanii
- Amyris staminosa
- Amyris stromatophylla
- Amyris sylvatica
- Amyris texana
- Amyris thyrsiflora
- Amyris trimera
- Amyris verrucosa
- Amyris vestita